# Campionato asiatico maschile under 19 di calcio 2016
Il campionato asiatico di calcio Under-19 2016 è stata la 39ª edizione del torneo organizzato dall'AFC.
Svoltosi in Bahrein dal 13 al 30 ottobre 2016, si è concluso con la vittoria del Giappone, che ha battuto nella finale disputata al Bahrain National Stadium di Riffa l'Arabia Saudita per 5-3 dopo i calci di rigore. Il Giappone si è laureato così campione d'Asia Under-19 per la prima volta.
Le semifinaliste avranno accesso al campionato mondiale di calcio Under-20 2017, in programma in Corea del Sud.

## Città e stadi
| Riffa                       | Riffa Isa TownCampionato asiatico maschile under 19 di calcio 2016 (Bahrein) |
| Bahrain National Stadium    | Riffa Isa TownCampionato asiatico maschile under 19 di calcio 2016 (Bahrein) |
| Capacità: 30,000            | Riffa Isa TownCampionato asiatico maschile under 19 di calcio 2016 (Bahrein) |
|                             | Riffa Isa TownCampionato asiatico maschile under 19 di calcio 2016 (Bahrein) |
| Isa Town                    | Riffa Isa TownCampionato asiatico maschile under 19 di calcio 2016 (Bahrein) |
| Khalifa Sports City Stadium | Riffa Isa TownCampionato asiatico maschile under 19 di calcio 2016 (Bahrein) |
| Capacità: 20,000            | Riffa Isa TownCampionato asiatico maschile under 19 di calcio 2016 (Bahrein) |

## Squadre qualificate
| Squadra             | Metodo di qualificazione                       | Partecipazioni | Ultima partecipazione | Miglior risultato                                                                  |
| ------------------- | ---------------------------------------------- | -------------- | --------------------- | ---------------------------------------------------------------------------------- |
| Bahrein             | Nazione ospitante                              | 9              | 2010                  | Secondo posto (1986)                                                               |
| Uzbekistan          | 1ª classificata nel Gruppo A di qualificazione | 7              | 2014                  | Secondo posto (2008)                                                               |
| Arabia Saudita      | 1ª classificata nel Gruppo B di qualificazione | 13             | 2012                  | Vincitore (1986, 1992)                                                             |
| Emirati Arabi Uniti | 1ª classificata nel Gruppo C di qualificazione | 13             | 2014                  | Vincitore (2008)                                                                   |
| Qatar               | 1ª classificata nel Gruppo D di qualificazione | 13             | 2014                  | Vincitore (2014)                                                                   |
| Iran                | 1ª classificata nel Gruppo E di qualificazione | 20             | 2014                  | Vincitore (1973, 1974, 1975, 1976)                                                 |
| Iraq                | 1ª classificata nel Gruppo F di qualificazione | 16             | 2014                  | Vincitore (1975, 1977, 1978, 1988, 2000)                                           |
| Vietnam             | 1ª classificata nel Gruppo G di qualificazione | 18             | 2014                  | Quarti di finale (1967, 1969)                                                      |
| Corea del Sud       | 1ª classificata nel Gruppo H di qualificazione | 37             | 2014                  | Vincitore (1959, 1960, 1963, 1978, 1980, 1982, 1990, 1996, 1998, 2002, 2004, 2012) |
| Cina                | 1ª classificata nel Gruppo I di qualificazione | 17             | 2014                  | Vincitore (1985)                                                                   |
| Giappone            | 1ª classificata nel Gruppo J di qualificazione | 36             | 2014                  | Secondo posto (1973, 1994, 1998, 2002, 2006)                                       |
| Tagikistan          | 2ª classificata nel Gruppo F di qualificazione | 3              | 2008                  | Fase a gironi (2006, 2008)                                                         |
| Australia           | 2ª classificata nel Gruppo J di qualificazione | 6              | 2014                  | Secondo posto (2010)                                                               |
| Thailandia          | 2ª classificata nel Gruppo H di qualificazione | 32             | 2014                  | Vincitore (1962, 1969)                                                             |
| Corea del Nord      | 2ª classificata nel Gruppo I di qualificazione | 12             | 2014                  | Vincitore (1976, 2006, 2010)                                                       |
| Yemen               | 2ª classificata nel Gruppo B di qualificazione | 6              | 2014                  | Fase a gironi (1978, 2004, 2008, 2010, 2014)                                       |

## Fase a gironi
Nella fase a gironi i primi due classificati avanzano alla fase ad eliminazione diretta

### Girone A

#### Classifica
| Pos. | Squadra        | Pt | G | V | N | P | GF | GS | DR |
| ---- | -------------- | -- | - | - | - | - | -- | -- | -- |
| 1.   | Bahrein        | 6  | 3 | 2 | 0 | 1 | 7  | 6  | +1 |
| 2.   | Arabia Saudita | 6  | 3 | 2 | 0 | 1 | 8  | 4  | +4 |
| 3.   | Corea del Sud  | 6  | 3 | 2 | 0 | 1 | 6  | 4  | +2 |
| 4.   | Thailandia     | 0  | 3 | 0 | 0 | 3 | 3  | 10 | -7 |

#### Risultati
| Arbitro: | Muhammad Taqi |

|          |           |                                                        |
| Anon 76’ | Marcatori | 13’ Jeong Tae-wook 41’ Han Chan-hee 90+3’ Kang Ji-hoon |

| Arbitro: | Ammar Al-Jeneibi |

|                                                |           |                                  |
| Marhoon 41’ Al-Hardan 49’ (rig.) Mohamed 90+3’ | Marcatori | 56’ Al-Anaze 80’ (rig.) Al-Najei |

| Arbitro: | Timur Faizullin |

|                                                           |           |  |
| Al-Anaze 43’ Al-Muwallad 60’ Al-Khulaif 68’ Ghareeb 90+3’ | Marcatori |  |

| Arbitro: | Mohammad Abu Loum |

|                           |           |             |
| Cho Young-wook 84’, 90+2’ | Marcatori | 56’ Ebrahim |

| Arbitro: | Jumpei Iida |

|                                                |           |                            |
| Al-Hardan 12’ (rig.) Bughammar 47’ Al-Naar 51’ | Marcatori | 30’ Sittichok 84’ Supachai |

| Arbitro: | Jarred Gillett |

|                  |           |                          |
| Kim Geon-ung 32’ | Marcatori | 57’ Al-Najei 57’ Al-Amri |

### Girone B

#### Classifica
| Pos. | Squadra             | Pt | G | V | N | P | GF | GS | DR |
| ---- | ------------------- | -- | - | - | - | - | -- | -- | -- |
| 1.   | Iraq                | 7  | 3 | 2 | 1 | 0 | 5  | 0  | +5 |
| 2.   | Vietnam             | 5  | 3 | 1 | 2 | 0 | 3  | 2  | +1 |
| 3.   | Emirati Arabi Uniti | 4  | 3 | 1 | 1 | 1 | 4  | 3  | +1 |
| 4.   | Corea del Nord      | 0  | 3 | 0 | 0 | 3 | 2  | 9  | -7 |

#### Risultati
| Arbitro: | Khamis Al-Marri |

|                     |           |                         |
| Ryang Hyon-ju 90+2’ | Marcatori | 71’ Chinh 90+1’ Văn Hậu |

| Arbitro: | Jarred Gillett |

|  |           |               |
|  | Marcatori | 36’ W. Kareem |

| Arbitro: | Hanna Hattab |

|        |           |                 |
| Dĩ 21’ | Marcatori | 58’ (rig.) Omar |

| Arbitro: | Turki Al-Khudhayr |

|                                                     |           |  |
| Fayyadh 54’ (rig.) W. Kareem 63’, 65’ Abdulnabi 79’ | Marcatori |  |

| Arbitro: | Muhammad Taqi |

|                   |           |                                        |
| Han Kwang-song 8’ | Marcatori | 31’ Rashed 52’ Al-Matroushi 77’ Yaqoub |

| Riffa 20 ottobre 2016, ore 19:30 | Iraq    | 0 – 0 | Vietnam | Bahrain National Stadium\| Arbitro: \| Fu Ming \| |
| Arbitro:                         | Fu Ming |       |         |                                                   |

### Girone C

#### Classifica
| Pos. | Squadra  | Pt | G | V | N | P | GF | GS | DR |
| ---- | -------- | -- | - | - | - | - | -- | -- | -- |
| 1.   | Giappone | 7  | 3 | 2 | 1 | 0 | 6  | 0  | +6 |
| 2.   | Iran     | 5  | 3 | 1 | 2 | 0 | 2  | 1  | +1 |
| 3.   | Qatar    | 4  | 3 | 1 | 1 | 1 | 2  | 4  | -2 |
| 4.   | Yemen    | 0  | 3 | 0 | 0 | 3 | 0  | 5  | -5 |

#### Risultati
| Arbitro: | Jameel Abdulhusin |

|                                |           |  |
| Ogawa 47’ Iwasaki 79’ Hara 88’ | Marcatori |  |

| Arbitro: | Fu Ming |

|                        |           |                 |
| Razzaghpour 52’ (aut.) | Marcatori | 36’ Razzaghpour |

| Riffa 17 ottobre 2016, ore 16:30 | Iran           | 0 – 0 | Giappone | Bahrain National Stadium\| Arbitro: \| Jarred Gillett \| |
| Arbitro:                         | Jarred Gillett |       |          |                                                          |

| Arbitro: | Nivon Robesh Gamini |

|  |           |           |
|  | Marcatori | 84’ Umaru |

| Arbitro: | Turki Al-Khudhayr |

|  |           |                                      |
|  | Marcatori | 14’ Iwasaki 45’ Miyoshi 62’ Tomiyasu |

| Arbitro: | Timur Faizullin |

|  |           |                 |
|  | Marcatori | 45’ Razzaghpour |

### Girone D

#### Classifica
| Pos. | Squadra    | Pt | G | V | N | P | GF | GS | DR |
| ---- | ---------- | -- | - | - | - | - | -- | -- | -- |
| 1.   | Uzbekistan | 9  | 3 | 3 | 0 | 0 | 5  | 3  | +2 |
| 2.   | Tagikistan | 4  | 3 | 1 | 1 | 1 | 3  | 2  | +1 |
| 3.   | Australia  | 4  | 3 | 1 | 1 | 1 | 3  | 3  | 0  |
| 4.   | Cina       | 1  | 3 | 0 | 1 | 2 | 0  | 3  | -3 |

#### Risultati
| Arbitro: | Nivon Robesh Gamini |

|                                 |           |            |
| Davlatjonov 67’ Yakhshiboev 72’ | Marcatori | 20’ Saidov |

| Arbitro: | Jumpei Iida |

|  |           |            |
|  | Marcatori | 46’ Shabow |

| Arbitro: | Jameel Abdulhusin |

|                              |           |  |
| Panjshanbe 3’ Hamroqulov 65’ | Marcatori |  |

| Arbitro: | Ammar Al-Jeneibi |

|                                           |           |                                      |
| Youlley 63’ (rig.) Blackwood 90+3’ (rig.) | Marcatori | 29’ Abdukhalikov 40’, 46’ Ibrokhimov |

| Isa Town 21 ottobre 2016, ore 19:30 | Uzbekistan  | 0 – 0 | Cina | Khalifa Sports City Stadium\| Arbitro: \| Jumpei Iida \| |
| Arbitro:                            | Jumpei Iida |       |      |                                                          |

| Riffa 21 ottobre 2016, ore 19:30 | Australia       | 0 – 0 | Tagikistan | Bahrain National Stadium\| Arbitro: \| Khamis Al-Marri \| |
| Arbitro:                         | Khamis Al-Marri |       |            |                                                           |

## Fase ad eliminazione diretta

### Tabellone
|  | Quarti di finale     | Quarti di finale     | Quarti di finale |                |                | Semifinali     | Semifinali | Semifinali |  |  | Finale | Finale | Finale |  |
|  |                      |                      |                  |                |                |                |            |            |  |  |        |        |        |  |
|  | Bahrein              | Bahrein              | 0                |                |                |                |            |            |  |  |        |        |        |  |
|  | Bahrein              | Bahrein              | 0                |                |                |                |            |            |  |  |        |        |        |  |
|  | Vietnam              | Vietnam              | 1                |                |                |                |            |            |  |  |        |        |        |  |
|  | Vietnam              | Vietnam              | 1                |                | Vietnam        | Vietnam        | 0          |            |  |  |        |        |        |  |
|  |                      |                      |                  |                | Vietnam        | Vietnam        | 0          |            |  |  |        |        |        |  |
|  |                      |                      | Giappone         | Giappone       | 3              |                |            |            |  |  |        |        |        |  |
|  | Giappone             | Giappone             | Giappone         | Giappone       | 3              | 4              |            |            |  |  |        |        |        |  |
|  | Giappone             | Giappone             |                  |                |                |                |            |            |  |  |        |        |        |  |
|  | Tagikistan           | Tagikistan           | 0                |                |                |                |            |            |  |  |        |        |        |  |
|  | Tagikistan           | Tagikistan           | 0                |                | Giappone (dtr) | Giappone (dtr) | 0 (5)      |            |  |  |        |        |        |  |
|  |                      |                      |                  |                |                |                |            |            |  |  |        |        |        |  |
|  |                      |                      | Arabia Saudita   | Arabia Saudita | 0 (3)          |                |            |            |  |  |        |        |        |  |
|  | Iraq                 | Iraq                 | Arabia Saudita   | Arabia Saudita | 0 (3)          | 2 (5)          |            |            |  |  |        |        |        |  |
|  | Iraq                 | Iraq                 |                  |                |                |                |            |            |  |  |        |        |        |  |
|  | Arabia Saudita (dtr) | Arabia Saudita (dtr) | 2 (6)            |                |                |                |            |            |  |  |        |        |        |  |
|  | Arabia Saudita (dtr) | Arabia Saudita (dtr) | 2 (6)            |                | Arabia Saudita | Arabia Saudita | 6          |            |  |  |        |        |        |  |
|  |                      |                      |                  |                | Arabia Saudita | Arabia Saudita | 6          |            |  |  |        |        |        |  |
|  |                      |                      | Iran             | Iran           | 5              |                |            |            |  |  |        |        |        |  |
|  | Uzbekistan           | Uzbekistan           | Iran             | Iran           | 5              | 0              |            |            |  |  |        |        |        |  |
|  | Uzbekistan           | Uzbekistan           |                  |                |                |                |            |            |  |  |        |        |        |  |
|  | Iran                 | Iran                 | 2                |                |                |                |            |            |  |  |        |        |        |  |

### Quarti di finale
| Arbitro: | Jumpei Iida |

|                                                       |                      |                                                                 |
| Hussein 75’ Fayyadh 79’                               | Marcatori            | 65’ Al-Anaze 69’ A. Al-Yami                                     |
| Habeeb M. Kareem Hussein Fayyadh Jalal Abdulnabi Hadi | Tiri di rigore 5 – 6 | Al-Dawsari Ghareeb A. Al-Yami Al-Amri Al-Najei Zabani Al-Saluli |

| Arbitro: | Khamis Al-Marri |

|  |           |                |
|  | Marcatori | 72’ Trần Thành |

| Arbitro: | Fu Ming |

|                                    |           |  |
| Ogawa 8’, 73’ Doan 19’ Iwasaki 88’ | Marcatori |  |

| Arbitro: | Muhammad Taqi |

|  |           |                 |
|  | Marcatori | 14’, 47’ Jafari |

### Semifinale
| Arbitro: | Jumpei Iida |

|                                                                    |           |                                                                      |
| Al-Najei 18’ (rig.), 51’ Al-Khulaif 42’ A. Al-Yami 45+1’, 64’, 76’ | Marcatori | 45’ Jafari 45+3’ Aghasi 62’ Shekari 75’ Mehdikhani 83’ Karamolachaab |

| Arbitro: | Jarred Gillett |

|  |           |                                |
|  | Marcatori | 6’ Kishimoto 10’, 51’ Nakamura |

### Finale
| Arbitro: | Khamis Al-Marri |

|                                |                      |                                       |
| Sakai Doan Endo Nakayama Ogawa | Tiri di rigore 5 – 3 | Al-Dawsari Kariri A. Al-Yami Magrashi |

## Qualificate al mondiale Under-20 2017
Le finaliste e le semifinaliste si qualificano di diritto per il Campionato mondiale di calcio Under-20 2017.
- Giappone
- Arabia Saudita
- Iran
- Vietnam